# Punto caldo delle Galápagos

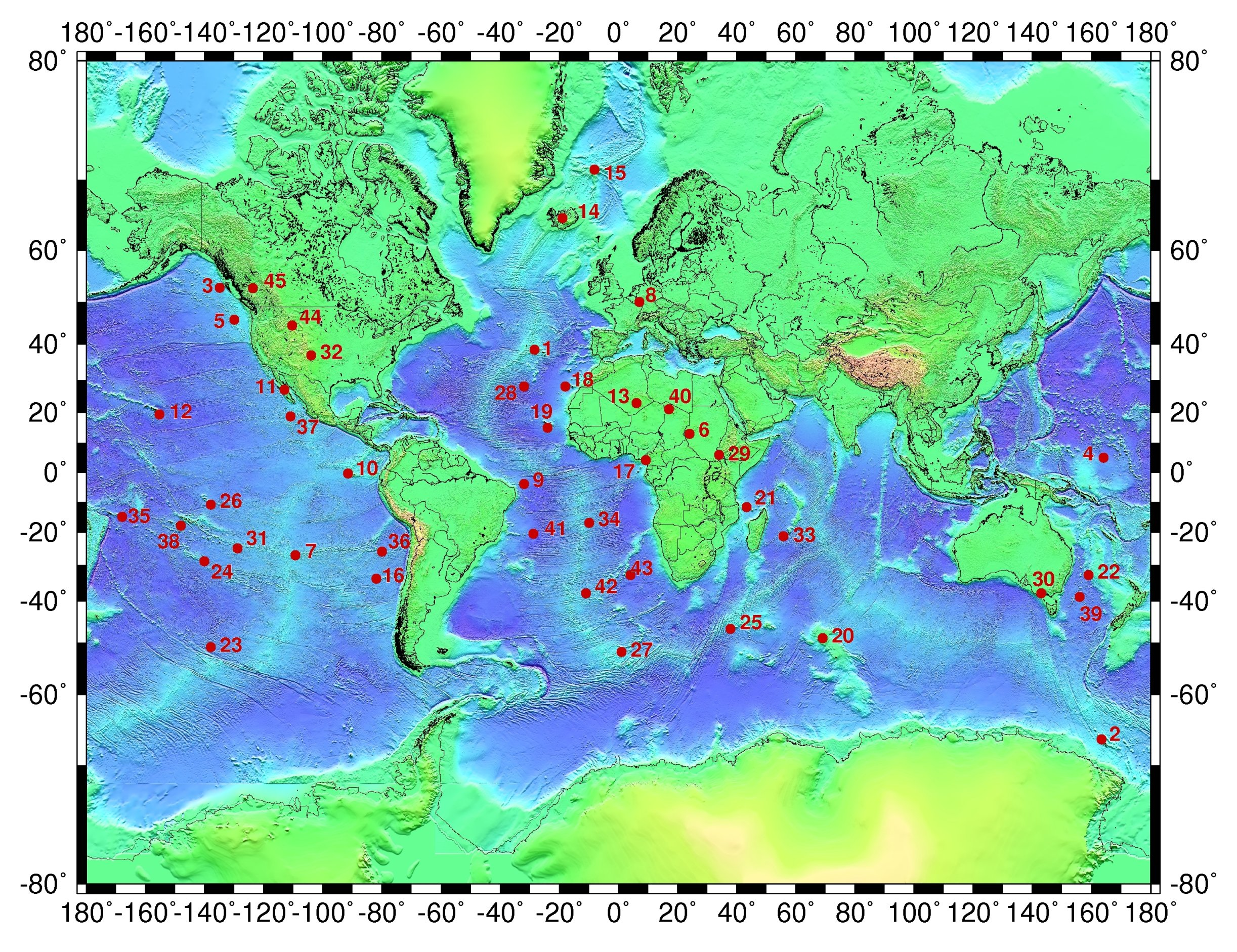
Il punto caldo delle Galápagos si trova quasi sull'Equatore, poco a ovest della costa occidentale del Sud America, contrassegnato con il numero 10 sulla mappa.

Il punto caldo delle Galápagos è un punto caldo vulcanico situato nella parte orientale dell'Oceano Pacifico e responsabile per la formazione delle isole Galápagos e del sistema delle tre importanti dorsali asismiche, Carnegie, Cocos e Malpelo che sono situate su due placche tettoniche.
Il punto caldo è posizionato vicino all'Equatore, sulla placca di Nazca, non lontano dal margine divergente con la placca di Cocos. La situazione tettonica del punto caldo è complicata dalla tripla giunzione delle Galápagos, tra le placche di Nazca, Cocos e la placca sudamericana. Il movimento delle placche al di sopra del punto caldo è determinato non solo dall'espansione lungo la dorsale, ma anche dal moto relativo tra le tre placche, Nazca, Cocos e Pacifica.
Si ritiene che il punto caldo abbia oltre 20 milioni di anni e che nel corso del tempo ci sia stata interazione tra il punto caldo, le placche e il margine divergente. La lava che fuoriesce dal punto caldo non presenta una natura omogenea; ci sono invece evidenze di quattro diversi serbatoi di alimentazione che si mescolano tra loro in proporzioni diverse in vari punti dell'arcipelago e del centro di espansione delle Galápagos.

## Teoria dei punti caldi
Nel 1963 il geofisico canadese John Tuzo Wilson propose la teoria degli "hot spot" o punti caldi per spiegare come mai, anche se la maggior parte dell'attività sismica e vulcanica avviene lungo i margini delle placche, ci sono fenomeni che avvengono anche lontano da questi margini.
La teoria propose l'esistenza di piccole e stabili zone di magma estremamente caldo situate in alcuni punti della Terra. Queste aree, chiamate punti caldi, forniscono il calore e l'energia localizzata a sistemi (pennacchi termici) che danno luogo a un'attività vulcanica prolungata sulla superficie. Questo vulcanismo va a formare montagne sottomarine che possono anche sbucare al di sopra della superficie del mare dando luogo a isole vulcaniche.
Quando l'isola vulcanica si allontana lentamente dalla posizione del punto caldo, a causa del movimento delle placche tettoniche, l'alimentazione del magma si interrompe e il vulcano diventa inattivo. Il processo si può ripetere in continuo formando nuove isole fino a che il punto caldo collassa.
La teoria fu sviluppata per spiegare la formazione della catena sottomarina Hawaii-Emperor, dove si possono rintracciare le isole più antiche a nordovest lungo la direzione di movimento della placca pacifica. La teoria iniziale riteneva che i punti caldi fossero fissi e posizionati in profondità; ricerche più recenti invece portano a ritenere che i punti caldi siano invece dotati di una certa dinamica e in grado di muoversi per conto proprio.

## Situazione tettonica
Il punto caldo delle Galápagos ha una situazione tettonica molto complessa. È posizionato molto vicino alla dorsale di espansione delle placche di Cocos e Nazca; il punto caldo ha interagito con entrambe le placche negli ultimi venti milioni di anni, mentre la sua posizione relativa rispetto alle placca tendeva a variare. In base ai gradienti simili delle velocità sismica delle lave delle dorsali Carnegie, Cocos e Malpelo, c'è evidenza che l'attività del punto caldo sia stata il risultato di una singola e lunga fusione del mantello, piuttosto causata da periodi multipli di attività e dormienza.
Nelle Hawaii, l'evidenza suggerisce che ciascun vulcano ha un periodo di attività differente, collegato al movimento del punto caldo al di sotto di quella specifica porzione della placca pacifica prima di diventare inattivo e successivamente estinto ed eroso al di sotto dell'oceano. Questo non sembra essere il caso nelle Galápagos; c'è invece l'evidenza di un vulcanismo concorrente su un'area molto vasta.
Quasi tutte le isole Galápagos mostrano attività vulcanica nel passato geologicamente recente, non solamente nell'attuale posizione del punto caldo in corrispondenza dell'isola Fernandina.
Il movimento delle placche di Nazca e Cocos è stato registrato. La placca di Nazca si muove a 90 gradi a una velocità di 58±2 km per milione di anni. La placca di Cocos si muove a 41 gradi a una velocità di 83±3 km per milione di anni. La posizione del punto caldo in funzione del tempo è registrata nella placca oceanica dalle dorsali Carnegie e Cocos. 
La dorsale Carnegie si trova sulla placca di Nazca, è lunga 600 km e larga fino a 300 km. Ha un orientamento parallelo al movimento della placca e la sua estremità orientale ha un'età di circa 20 milioni di anni. C'è un'importante sella a 86 gradi ovest, dove l'altezza scende a valori molto vicini a quelli del circostante fondale oceanico. In passato si riteneva che la dorsale Malpelo, che è lunga 300 km, facesse un tempo parte della dorsale Carnegie.